# Boulder Dash
Boulder Dash är ett klassiskt datorspel för Commodore 64, Atari 400/800, ZX Spectrum, NES, IBM PC, Amstrad CPC och många andra plattformar. Det allra första Boulder Dash (Atari) skapades 1983 av Peter Liepa och släpptes av First Star Software. Spelserien var populär under 1980-talet, men hade sedan ett uppehåll under 1990-talet. På 2000-talet har det dock börjat släppas nya titlar i serien.

## Officiella släpp
- Boulder Dash (1984: Amstrad CPC, Apple II, Atari ST, ColecoVision, Commodore 64, MSX, NES, IBM PC, ZX Spectrum, Super Cassettevision)
- Boulder Dash II: Rockford's Revenge (1985: Amstrad CPC, Commodore 64, MSX, IBM PC, ZX Spectrum)
- Boulder Dash III (1986: Commodore 64, Apple II, IBM PC. Släpptes enbart i Europa och utvecklades av det svenska bolaget American Action AB.)
- Boulder Dash Construction Kit (1986: Amiga, Amstrad CPC, Atari ST, Commodore 64, IBM PC, ZX Spectrum)
- Boulder Dash EX (2002: GBA)
- Boulder Dash - Xmas 2002 (2002: Online i webbläsare med stöd för Java och Flash eller offline på PC med Microsoft Java Virtual Machine)
- Boulder Dash M.E. (2003: Mobil med J2ME, BREW eller Mophun.)
- Boulder Dash Treasure Pleasure (2003: Online i webbläsare med stöd för Java och Flash eller offline på PC)
- Boulder Dash Pocket PC Extreme (2004: För handdatorer som kör Pocket PC)
- Boulder Dash Smartphone Extreme (2004: För handdator eller mobiltelefon med Windows Mobile Smartphone)
- Boulder Dash Tournament for prizes (2005: För mobiltelefoner)
- Boulder Dash M.E. 2 (2006: Mobil med J2ME, BREW, eller Mophun)

## Inofficiella släpp
Eftersom det var enkelt att göra egna banor, exempelvis med hjälp av Boulder Dash Construction Kit, så släpptes det ett antal hemmagjorda versioner av Boulder Dash. På Commodore 64 släpptes åtminstone ett trettiotal hemmagjorda paket. Dessa är dock inte officiellt sanktionerade.

## Spelmekanik
Själva grundmekaniken är ganska enkel, men har med åren utökats; särskilt i de versioner som släppts under 2000-talet. Den här genomgången har dock sitt fokus på grundmekaniken, så som den såg ut i de tidiga versionerna. Man spelar som Rockford, en prospektör på jakt efter diamanttillgångar. Han söker igenom olika grottsystem i jakt på dessa och stöter därmed på ett antal olika fiender. I grundutförandet styr man sin hjälte i fyra riktningar så länge inga hinder är i vägen och genom att kombinera en riktning med fire-knappen kan man plocka bort det som finns i rutan utan att röra sig dit. Detta är särskilt användbart om man vill öppna för en fiende utan att ställa sig bredvid denna.
Bortsett från fiender finns följande element på spelbanorna:
- Rockford - hjälten, det vill säga den man styr.
- Jord - kan plockas bort, men om en sten eller diamant ligger ovanpå så ramlar denna ned.
- Diamanter - ger poäng och man måste plocka ett visst antal för att öppna utgången.
- Stenar - är i vägen och är dödliga om man får en fallande sten i huvudet.
- Väggar - avgränsar banan och finns av flera typer:
  - oförstörbara som aldrig kan tas bort. Ytterväggarna är alltid av denna typ.
  - förstörbara som kan sprängas bort. Används ofta för innerväggar som delar upp banan i segment.
  - magiska som är lite special. Första gången man släpper en sten på dem så börjar de vibrera och under en kort tid förvandlar de alla stenar som släpps på dem till diamanter. De kräver dock att det finns ett tomrum under dem, annars försvinner diamanterna som skapas.
- Utgång - öppnas när man tagit tillräckligt många diamanter. Oftast syns inte denna förrän man öppnat den.
- Tomrum - efterlämnas när man plockar bort diamanter eller jord. På många banor finns redan luft inlagt för att göra det svårare.
- Amöba - är ett specialelement som växer tills en viss tidsgräns eller storlek nåtts, då den förvandlas till stenar, eller tills den är helt instängd, då den förvandlas till diamanter.

Det finns dessutom fiender på banorna:
- Eldflugor - dessa exploderar om de nuddar en amöba, om man går emot dem, vilket dödar Rockford eller om de får en sten eller en diamant i huvudet. Användbara om man vill ta bort förstörbara väggar.
- Fjärilar - som eldflugorna med en viktig skillnad; de omvandlas till diamanter istället.

I vissa av de tidiga versionerna finns även specialelement som expanderande väggar och slime. Ingen av dessa finns dock i det första Boulder Dash.
Spelet är indelat i 4 delar med 4 banor i varje. Vid spelstart kan man välja valfri del, men inte vilken bana i delen, och varje del avslutas med en bonusbana som oftast har väldigt kort speltid. Alla banor är dessutom tidsbegränsade, och när tiden tar slut så dör man automatiskt. 
I de nyare spelen som släpptes på 2000-talen har man lagt till ett antal nya fiender, hälsomätare (så att man inte dör direkt av alla fiender), specialelement som låter en rotera banan, olika element (sand, eld, vatten, och så vidare), hackor, dynamit och lite annat smått och gott. Vilka nya element som finns med varierar så pass mycket från spel till spel att det inte går att lista vilka byggstenar som finns med i alla spel på samma sätt som man kan göra för de tidiga spelen.